# Matthew Stewart
Matthew Stewart   (Baile Bhòid, 15 de gener de 1717 - Catrine, 23 de gener de 1785) fou un matemàtic escocès del segle xviii, professor de la universitat d'Edimburg.

## Vida i Obra
Stewart era fill d'un reverend i, després d'estudiar a l'escola del seu lloc de naixement, va ingressar a la universitat de Glasgow el 1734, on va esdevenir deixeble de Francis Hutcheson i, sobretot, de Robert Simson, amb qui creuarà, amb el temps, una copiosa correspondència.
El 1741, a suggeriment del mateix Simson, va anar a estudiar a la universitat d'Edimburg amb Colin Maclaurin, que desenvolupava la mecànica newtoniana des del punt de vista del càlcul, en comptes del punt de vista geomètric de Simson. Tot i així, el seu interès per la geometria va continuar, esperonat per Simson i l'admiració que compartien pels antics geòmetres: Apol·loni de Perge, Euclides i, sobre tots ells, Pappos.
El 1746 va publicar Some General Theorems of Use in the Higher Parts of Mathematics, llibre que li va proporcionar certa fama i en el que presenta el teorema de Stewart, tot i que podria haver estat descobert per Simson. Amb aquest teorema espot expressar la longitud de les cevianes en funció de les longituds dels costats i dels segments del triangle.
El 1747, havent mort Maclaurin l'any anterior, va ser nomenat professor de matemàtiques de la universitat d'Edimburg, càrrec que va mantenir fins que es va retirar el 1772, per la seva mala salut i fent que fos substituit pel seu fill, Dugald Stewart, que també va ser famós com filòsof i moralista.
Potser la seva obra no ha estat prou estudiada però el seu mèrit resideix en mantenir-se ferm en el mètode geomètric en l'època del càlcul.
Altres llibres seus són:
- 1761: Tracts. Physical and Mathematical
- 1763: Propositiones Geometricae
- 1763: The Distance of the Sun from the Earth determined by the Theory of the Gravity